# Тавтофраза
Тавтофраза (англ. tautophrase, від грец. ταὐτό — «те саме» і phrase — «фраза») — вислів або речення, яке тавтологічно визначає термін шляхом його повторення. Це слово ввів у 2006 році Вільям Сефайр у The New York Times.

## Приклади
- «Стадіон так стадіон» (Петро Порошенко)
- «Маємо те, що маємо» (Леонід Кравчук)
- «Brexit означає Brexit» (Тереза Мей)
- «Людина повинна робити те, що людина повинна робити» (Джон Уейн)
- «Все не закінчиться, поки не закінчиться» (Йогі Берра)
- «Що зроблено, те зроблено» («Макбет» Шекспіра)
- «Завтра є завтра» (Антігона (Софокл))
- «Троянда є троянда є троянда» (Гертруда Стайн)
- «Чоловік для цього є чоловіком» (Роберт Бернс)
- «Факти є факти»
- «Нехай минуле буде минулим»
- «Угода є угода»
- «Як тільки це зникло, це зникло»
- «Це те, що є»
- «Якщо це працює, це працює»
- «Якщо знаєш, то знаєш»
- «Хлопці залишаються хлопцями»
- «Перемога є перемога»
- « A la guerre comme à la guerre » — французька фраза, яка буквально означає «на війні, як на війні», і в переносному значенні приблизно еквівалентна англійській фразі «У коханні та на війні все добре».
- Qué será, será або Che será, será — англійське запозичення з іспанської та італійської відповідно (хоча ці фрази є неграматичними в цих мовах), що означає «Що буде, те буде».
- «Що буде, те буде»
- «Що перемагає, те перемагає»
- «Гра є гра»
- «Нічого не змінюється, якщо нічого не змінюється»

## Дивіться також
- Повтор
- Тавтологія (логіка)
- Тавтологія (риторика)
- Кліше, що припиняє роздуми
- Банальність[en]